# Serpentine de Figline di Prato
Le marbre de Figline di Prato, également appelé serpentine, ou marbre vert de Prato, est une roche métamorphique appartenant aux serpentinites des Apennins. Marbre vert typique de la région de Prato en Toscane, il était historiquement extrait autour du village médiéval de Figline di Prato, une frazione de Prato, sur les premiers versants des Apennins.

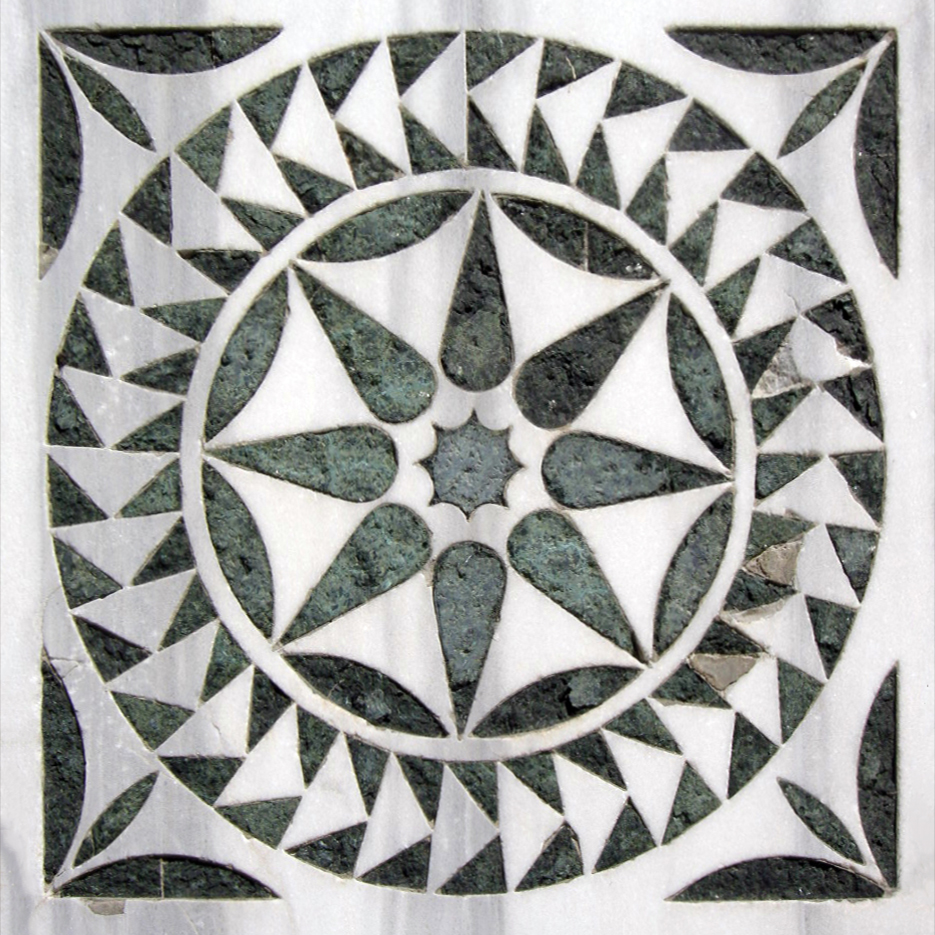
Détail de la façade de l'abbaye Fiesolana avec le marbre vert de Figline.

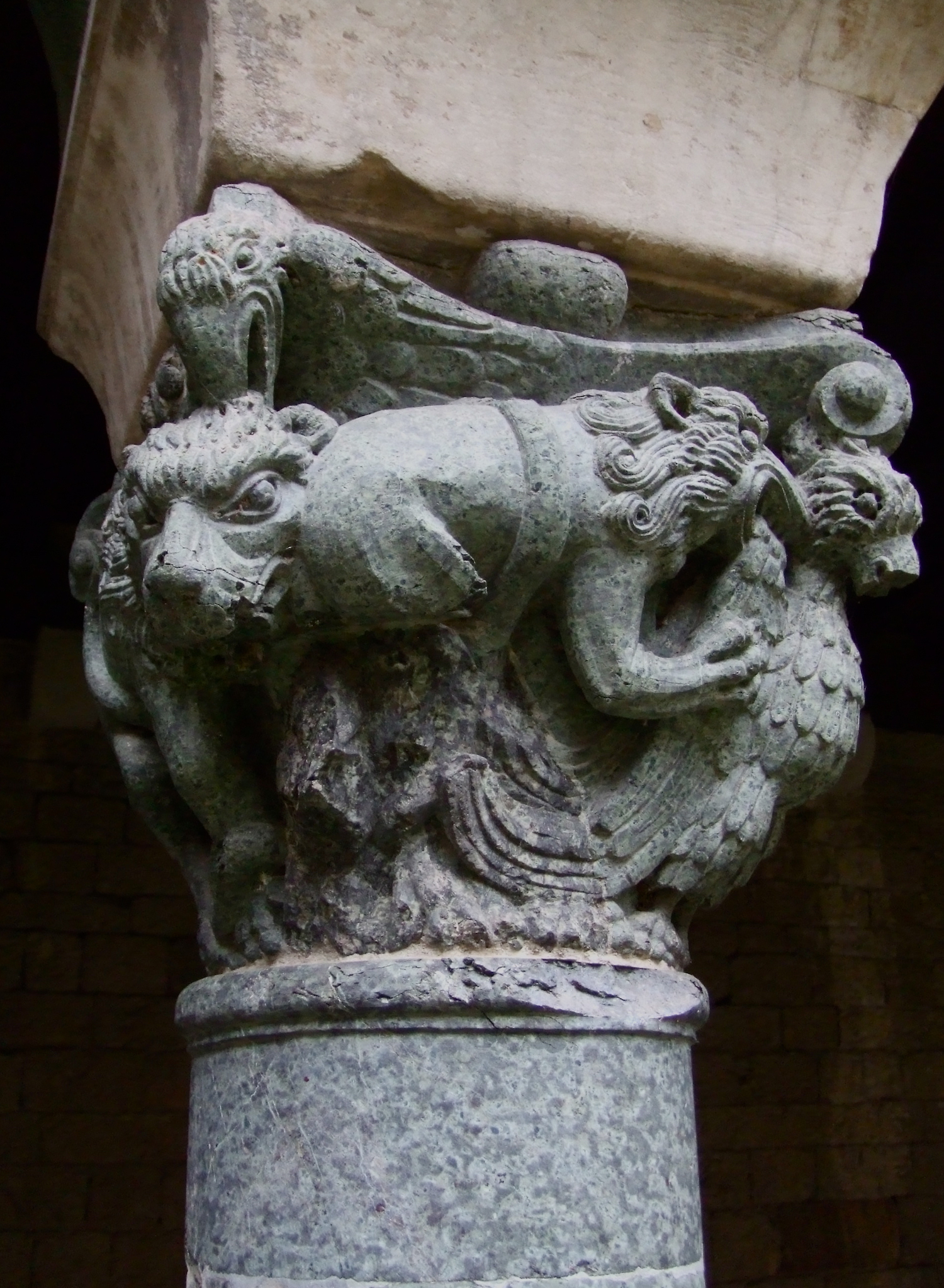
Chapiteau en serpentine au cloître du Duomo de Prato.

## Caractéristiques
La serpentine (serpentino) de Prato (qui est plutôt une serpentinite) caractérisée par une couleur verte, parfois légèrement panachée, peut présenter diverses nuances avec des nuances tendant par exemple vers le gris ou le bleu et parfois vers un vert très foncé que l'on appelle parfois « marbre noir de Prato ». Il se prête à un polissage facile même avec une structure pas parfaitement homogène.
L'antique carrière de cette pierre se trouve aux alentours de Figline, sur les pentes du mont Piccioli, dans la localité de Pian di Maggio.

## Utilisation en architecture
Le fameux marbre vert est utilisé pour de nombreux édifices religieux depuis le Moyen Âge, comme pierre dont la chromie foncée et la noblesse d’aspect fait penser au porphyre vert antique du Péloponnèse, l'une des pierres les plus utilisées dans la marqueterie de l'opus sectile romain tardif. Les édifices de Rome étaient souvent enrichis de marbres polychromes de toutes les terres de l'empire ; parmi ceux-ci, les verts intenses et vibrants du marbre de Thessalie dit « vert antique », et du porphyre vert de Grèce, précisément appelé « serpentin », étaient fréquents.
La fortune artistique du « vert de Prato » coïncide avec l'épanouissement de l'architecture romane toscane, donnant vie, avec la pierre d'Alberese ou le marbre de Carrare, au schéma bicolore typique du roman toscan, à Pise, mais surtout à Lucques, Pistoia, Prato et Florence.
Des incrustations en marbre vert de Prato se trouvent dans les églises toscanes les plus importantes, par exemple à l'extérieur du baptistère Saint-Jean de Florence, sur la façade de la basilique San Miniato al Monte, de l'église San Francesco in Prato, de la façade inachevée de la Badia Fiesolana, de celle de cathédrale Santa Maria del Fiore de Florence et de la cathédrale Santa Maria Assunta de Sienne, dans le campanile de Giotto, toujours à Florence, et à Prato, dans l'accès au château de l'Empereur, la façade des portails de la cathédrale, l’église Saint-François et Saint-Nicolas et de nombreux autres monuments également de la période gothique et jusqu'à la période de la Renaissance (Église Santa Maria delle Carceri de Prato, façade de la basilique Santa Maria Novella à Florence). Le marbre vert de Prato a également été utilisé pour les éléments architecturaux structuraux depuis le Moyen Âge, comme dans les colonnes de l'église Santi Apostoli de Florence. L'utilisation pour la maçonnerie est plus rare, comme dans le rare exemple de la Pieve di Sant'Ippolito à Piazzanese in Prato.

## Utilisations récentes
À une époque relativement récente, il a été utilisé, broyé, comme matériau pour les substrats routiers et ferroviaires. Dans les années 1980, il connaît un bref retour dans l'architecture avec les architectes dits « post-modernes » de la région florentine. La carrière de marbre vert de Figline est actuellement fermée.

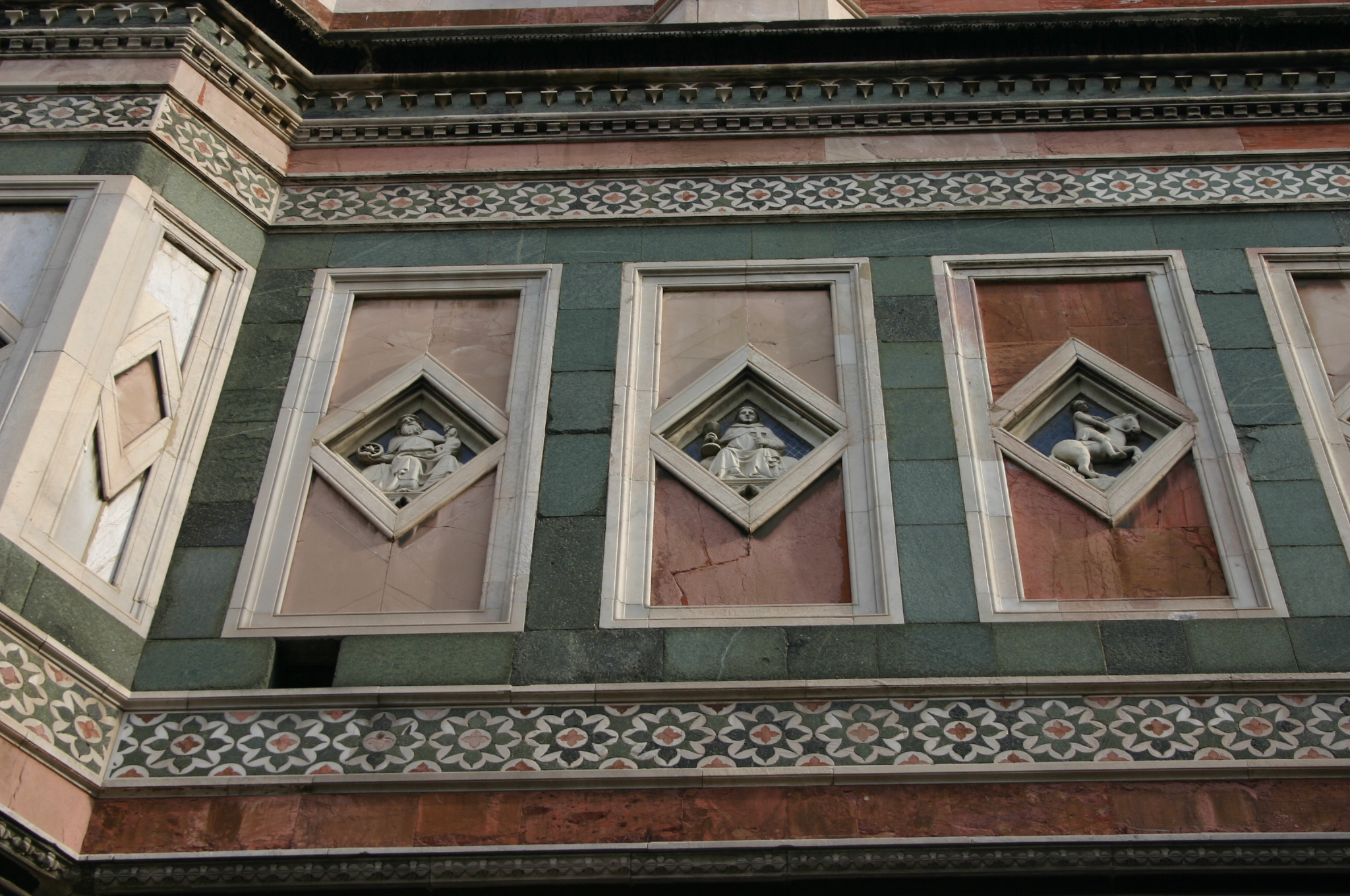
Serpentine de Prato parmi l'appareillage du Campanile de Giotto.
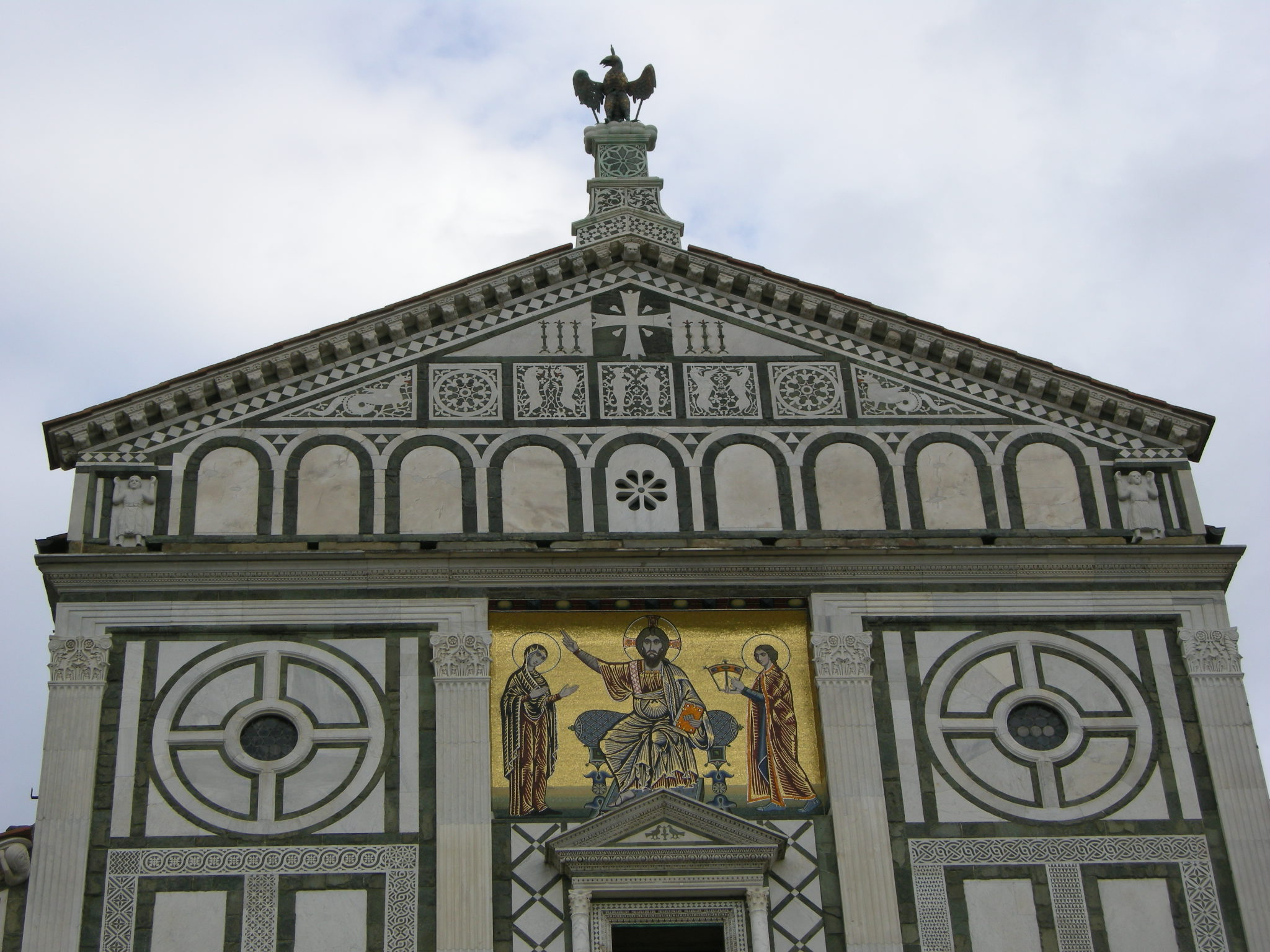
... de la façade de San Miniato al Monte.
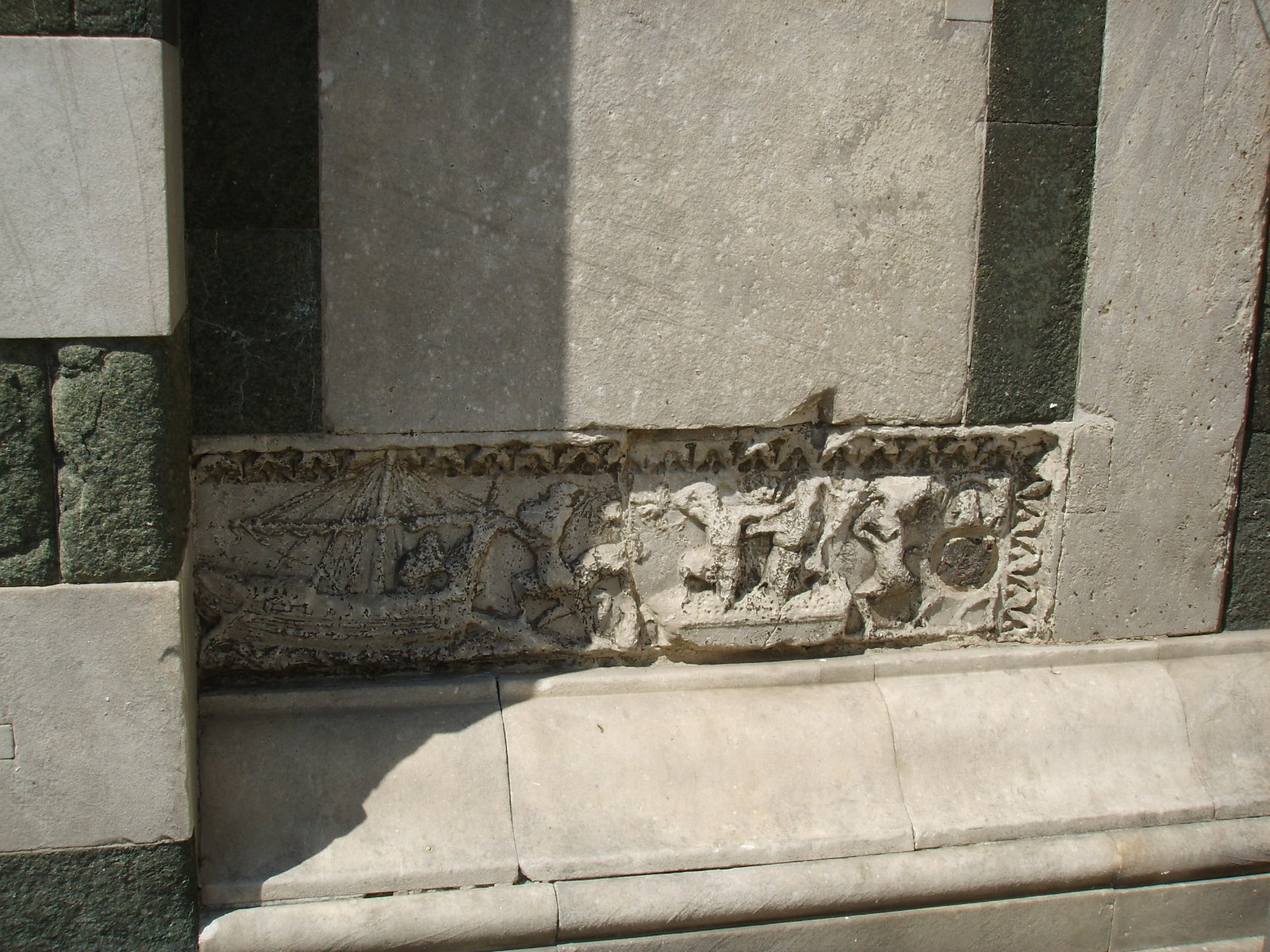
... du baptistère Saint-Jean.
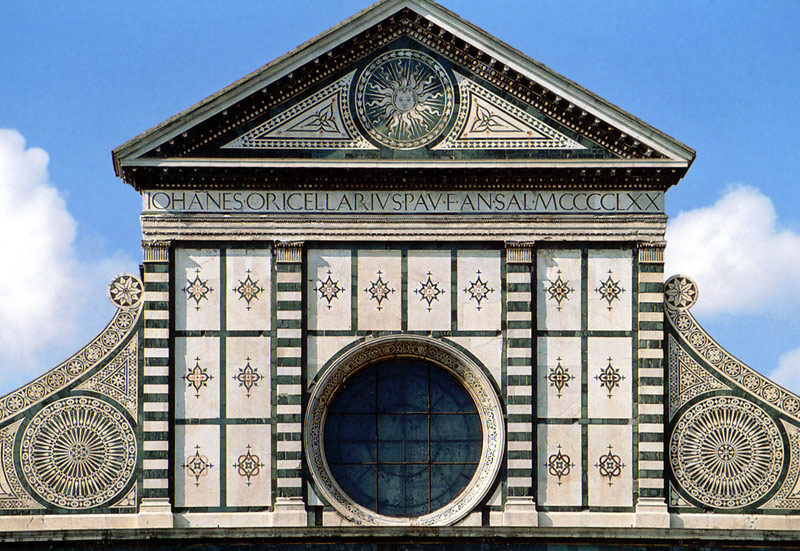
... de Santa Maria Novella.